# Verbandsexamen
Das chemische Verbandsexamen war eine deutsche akademische Prüfung im Fach Chemie. Sie wurde 1898 vom Verband der Laboratoriums-Vorstände an deutschen Hochschulen eingeführt und vor allem bis 1918 an Universitäten und Technischen Hochschulen abgenommen. Damit wurde der Einführung eines Staatsexamens im Fach Chemie zuvorgekommen, die einige deutsche Universitätsprofessoren als Beschränkung ihrer akademischen Freiheit ablehnten. Mit dem Verbandsexamen sollten praktische und theoretische Grundkenntnisse in organischer und anorganischer Chemie nachgewiesen werden. Das Bestehen der Prüfung war Voraussetzung, um zur Promotion bzw. zur Diplomprüfung zugelassen zu werden.

## Entstehung
An den Universitäten des Deutschen Kaiserreichs war das Chemiestudium innerhalb der Philosophischen Fakultäten angesiedelt. Da Absolventen eines Chemiestudiums im Gegensatz zu Absolventen anderer Studiengänge nicht für das Lehramt in Frage kamen, sondern in der Regel in die chemische Industrie gingen, gab es für sie keine staatlichen Prüfungen. In den 1890er-Jahren mehrten sich unter Chemikern in Industrie und an den Universitäten allerdings die Stimmen, die geeignete Prüfungen forderten. Kritisiert wurde, dass an den Universitäten die Grundlagenausbildung in anorganischer und analytischer Chemie zu Gunsten spezialisierter Forschung vernachlässigt werde. Die Absolventen seien deshalb zwar hochspezialisiert, aber für die alltägliche Arbeit schlecht qualifiziert. Zudem sank in der chemischen Industrie der Bedarf an Kenntnissen in organischer Chemie, die in den Universitäten noch im Mittelpunkt der Ausbildung stand. Teilweise sahen sich die Chemieunternehmen veranlasst, eigene Fortbildungskurse anzubieten, um die Defizite des Universitätsstudiums auszugleichen.
Mitte der 1890er-Jahre kritisierten selbst Universitätsprofessoren, dass Chemiestudenten einen Doktorgrad erlangen könnten, ohne über elementarste Grundkenntnisse in ihrem Fach zu verfügen. Insbesondere an den kleinen Universitäten Freiburg, Heidelberg, Erlangen und Rostock wurden verhältnismäßig viele Promotionen angenommen. Die Ausbildung an den Technischen Hochschulen war dagegen breiter als an den Universitäten aufgestellt, ohne dass diese aber über Promotionsrecht verfügten, so dass die meisten angehenden Chemiker entweder nur an einer Technischen Hochschule oder nur an einer Universität studierten.
Vertreter von Universitäten, Technischen Hochschulen und Regierung unternahmen in den frühen 1890er-Jahren den Versuch, eine einheitliche staatliche Prüfung für alle Chemiker einzuführen. Johannes Wislicenus und Emil Fischer ergriffen mit Unterstützung des Vereins zur Wahrung der Interessen der chemischen Industrie Deutschlands und dabei vor allem von Henry Theodore Böttinger und Carl Duisberg von der Bayer AG die Initiative. Wislicenus, Duisberg und Ferdinand Fischer bildeten im Auftrag der Deutschen Gesellschaft für angewandte Chemie ein Komitee, das 1896 einen Entwurf für ein Chemiker-Examen vorlegte. Emil Fischer hatte bereits selbst eine Prüfung für seine Doktoranden eingeführt. Zwar nahm die Gesellschaft für angewandte Chemie, (nun Verein Deutscher Chemiker) den Entwurf 1896 an, stieß damit aber ein Jahr später auf den Widerstand der Deutschen Elektrochemischen Gesellschaft unter Wilhelm Ostwald. Ostwald war der Ansicht, dass es durch die Einführung eines Staatsexamens nicht mehr notwendig sein würde, zum Studienabschluss zu promovieren. In einer Verringerung der Doktoranden sah er eine Gefährdung der chemischen Forschung, und es gelang ihm, Adolf von Baeyer und Viktor Meyer auf seine Seite zu ziehen. 
Um den Planungen für ein Staatsexamen zuvorzukommen, drängte Baeyer, der in seinem Laboratorium bereits in den 1880er-Jahren eigene Vorexamen für seine Studenten eingeführt hatte, darauf, dass die Universitätsprofessoren selbst aktiv werden und dabei die Technischen Hochschulen einbeziehen müssten. Anlässlich der Jahrestagung der Gesellschaft Deutscher Naturforscher und Ärzte 1897 trafen sich die Direktoren der chemischen Laboratorien der Hochschulen und Universitäten und gründeten einen gemeinsamen Verband der Laboratoriums-Vorstände an deutschen Hochschulen. 1898 wurde als eigenes Examen das sogenannte „chemische Verbandsexamen“ eingeführt, dessen Ausführungsbestimmungen auf der Verbandsversammlung vom 12. März 1898 einstimmig verabschiedet wurden.

## Inhalte des Verbandsexamens
Das Verbandsexamen bestand zum einen aus einer praktischen Prüfung in qualitativer, quantitativer und Maßanalyse, bei der die Zusammensetzung eines eigens zu diesem Zweck hergestellten Gemischs zu analysieren war, zum anderen in einer mündlichen Prüfung in analytischer und anorganischer Chemie sowie in Elementen organischer Chemie. Angestrebt wurde, dass ausschließlich Studenten geprüft würden, die auch mindestens ein Semester im Laboratorium des Prüfers gearbeitet hatten. Das Bestehen des Verbandsexamens war Voraussetzung, um promovieren oder ein Diplom erwerben zu können. Ziel der Prüfung sollte nicht nur die Kontrolle der Kenntnisse der Studierenden sein, die damit ihre Vorbereitungsstudien abschlossen, sondern es sollte auch dem Arbeitsmarkt garantieren, dass die geprüften Chemiker über die notwendigen elementaren Kenntnisse verfügten. Dazu sollte die Prüfung an Universitäten wie Technischen Hochschulen im Wesentlichen gleich sein.
Gleichzeitig waren die Bestimmungen aber vage gehalten, um nicht den Eindruck zu erwecken, man greife in die akademische Freiheit der Prüfer ein.

## Folgen
Nachdem der Verband bis auf Rudolf Fittig und Jacob Volhard alle deutschen Professoren für Chemie für sich gewinnen konnte, zog der Verein Deutscher Chemiker seine Vorschläge für ein Staatsexamen im Sommer 1898 zurück. Das Verbandsexamen war damit effektiv etabliert. Die unmittelbare Folge der Einführung des Verbandsexamens bestand deshalb darin, dass die Einführung eines Staatsexamens für Chemiker verhindert worden war. Denn die Regierung sah nun keinen Grund mehr, den weitreichenden und kostspieligen Forderungen der chemischen Industrie nachzukommen. Da sich die Erwartungen der chemischen Industrie aber nicht erfüllten, hatte dies auch zur Folge, dass in bestimmten Bereichen der chemischen Technologie und physikalischen Chemie weniger Lehrstühle eingerichtet wurden, als dies bei der Einführung eines Staatsexamens der Fall gewesen wäre.
Der Verband als unabhängige Organisation konnte durch sein Examen die Standards der akademischen Ausbildung im Fach Chemie maßgeblich mitbestimmen, nicht zuletzt, indem nicht jedes chemische Laboratorium in den Verband aufgenommen wurde. So wurde der spätere Nobelpreisträger Eduard Buchner nur unter Vorbehalt aufgenommen, weil sein Laboratorium an der Landwirtschaftlichen Hochschule von Berlin angesiedelt war und Baeyer Vorbehalte gegenüber der Agrochemie hatte. Durch seine restriktive Politik blieb der Verband eine Organisation von Professoren der allgemeinen, der organischen und der anorganischen Chemie.
In der Folge der Einführung des Verbandsexamens ging die Zahl der Promotionen im Fach Chemie auch an den kleineren Universitäten mit Ausnahme der Universität Freiburg zurück. Auch die Zahl der Chemiestudenten nahm ab, ohne dass dies freilich allein auf die nun verlangten, höheren Ausbildungsstandards zurückzuführen wäre. Die Einführung des neuen Examens führte indes dazu, dass das Seminarangebot an den Universitäten formalisiert wurde.
Bis 1918 legten 9.203 Studierende das Verbandsexamen ab. Form und Funktion des Verbandes nach 1918 sind unklar, wobei bis zu seiner endgültigen Auflösung durch den Reichsminister Bernhard Rust zum 1. September 1939 weiterhin Verbandsexamina abgenommen wurden.
Die Berichte des Verbands der Laboratoriums-Vorstände an deutschen Hochschulen liegen für den Zeitraum von 1898 bis 1918 in digitalisierter Form vor und sind als Datenbank im Dateneigabesystem (DES) des Vereins für Computergenealogie zugänglich und durchsuchbar gemacht worden.